# Wüeribach (Reppisch)
Der Wüeribach (im Oberlauf Dorfbach, Isenbach und Fischbach, früher Wührebach und Fischgraben genannt) ist ein rund 8 Kilometer langer linker Zufluss der Reppisch im Kanton Zürich. Er entspringt in der Gemeinde Bonstetten, durchfliesst das enge Wüerital und erreicht bei Birmensdorf das Reppischtal, wo er parallel zum etwas kleineren Lunnerenbach in die untere Reppisch mündet. Der Wüeribach ist der längste und mit einem mittleren Abfluss von 310 l/s auch der wasserreichste Zufluss der Reppisch.

## Geographie

### Verlauf
Der Wüeribach entspringt als Dorfbach auf 643 m ü. M. im Waldgebiet Birch oberhalb von Bonstetten.

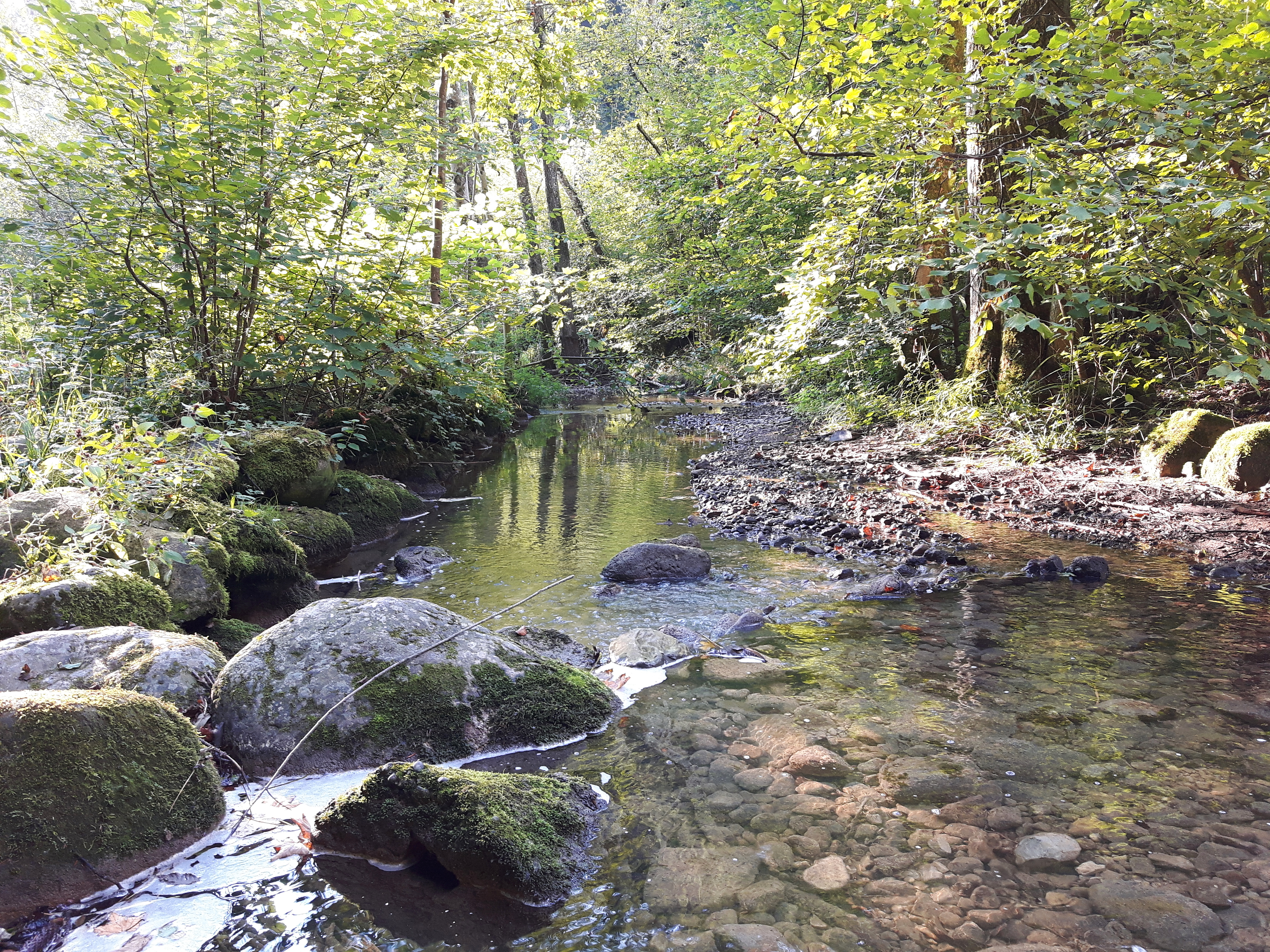
Wüeribach im Wüerital

Von hier an fliesst er anfangs vorwiegend in nordwestliche Richtung durch das Dorf Bonstetten, welches er meist eingedolt durchquert. Er verlässt das Dorf und verläuft nun begradigt zwischen Feldern durch eine breite Ebene in nördliche Richtung. Der Bach erreicht wenig später die Gemeindegrenze zu Wettswil am Albis, wo er Fischbach genannt wird. Er passiert das Dorf im Westen und nimmt von rechts den rund vier Kilometer langen Fridgraben auf. Nach der Unterquerung des Uetlibergtunnels der Autobahn A3 erreicht er die nördliche Gemeindegrenze zu Birmensdorf, wo sich der Bach durch das enge Wüerital ins Reppischtal schlängelt. Dieses Tal entstand in der letzten Eiszeit als Schmelzwasserrinne der Wettswiler und der Aescher Zunge des Reussgletschers. Der Wüeribach erreicht nun Birmensdorf, nimmt von links den Aescherbach auf, und mündet schliesslich auf 461 m ü. M. in die Reppisch.

### Einzugsgebiet
Das Einzugsgebiet des Wüeribachs misst 14,62 km², davon sind 55,8 % Landwirtschaftsfläche, 24,1 % bestockte Fläche, 19,3 % Siedlungsfläche sowie 0,8 % Wasserfläche.
Flächenverteilung
Der höchste Punkt des Einzugsgebiets wird mit 679 m ü. M. in Islisberg erreicht, die durchschnittliche Höhe beträgt 571 m ü. M. Es erstreckt sich über die Gemeinden Bonstetten, Wettswil am Albis und einen kleinen Teil von Hedingen im Bezirk Affoltern, Aesch und Birmensdorf im Bezirk Dietikon, beide Kanton Zürich, sowie Arni und Islisberg im Bezirk Bremgarten des Kantons Aargau.
Im Süden liegt das Einzugsgebiet des Hofibachs, welcher in die Jonen entwässert, im Westen das Teileinzugsgebiet des Aescherbachs und im Osten und Norden liegt das Tal der Reppisch.

### Zuflüsse
Direkte und indirekte Zuflüsse des Wüeribachs mit Länge, jeweils von der Quelle zur Mündung
Wüeribach-Quelle (643 m ü. M.)
- Strassacherbach (links), 1,1 km
  - Bodenfeldbach	(links), 0,8 km
- Fluechbach (links), 2 km
  - Dornmattbach (rechts), 0,5 km
  - Gibelbach (rechts), 0,1 km
  - Hirschenbach (links), 0,9 km
    - Chäserenbach (rechts), 0,2 km

  - Lüttenbergbach (links), 0,5 km
  - Schrannenbach/Schrannenbächli (links), 0,3 km
- Fridgraben (auch Friedgraben und Isenbach) (rechts), 3,7 km
  - Schladmatterbach (links), 0,3 km
  - Eichenmasbächli (rechts), 0,8 km
  - Schachenbach (rechts), 1,1 km
  - Hofächerbach (rechts), 0,4 km
  - Vonechbach (rechts), 0,6 km
- Wettswiler Westkanal (links), 0,7 km

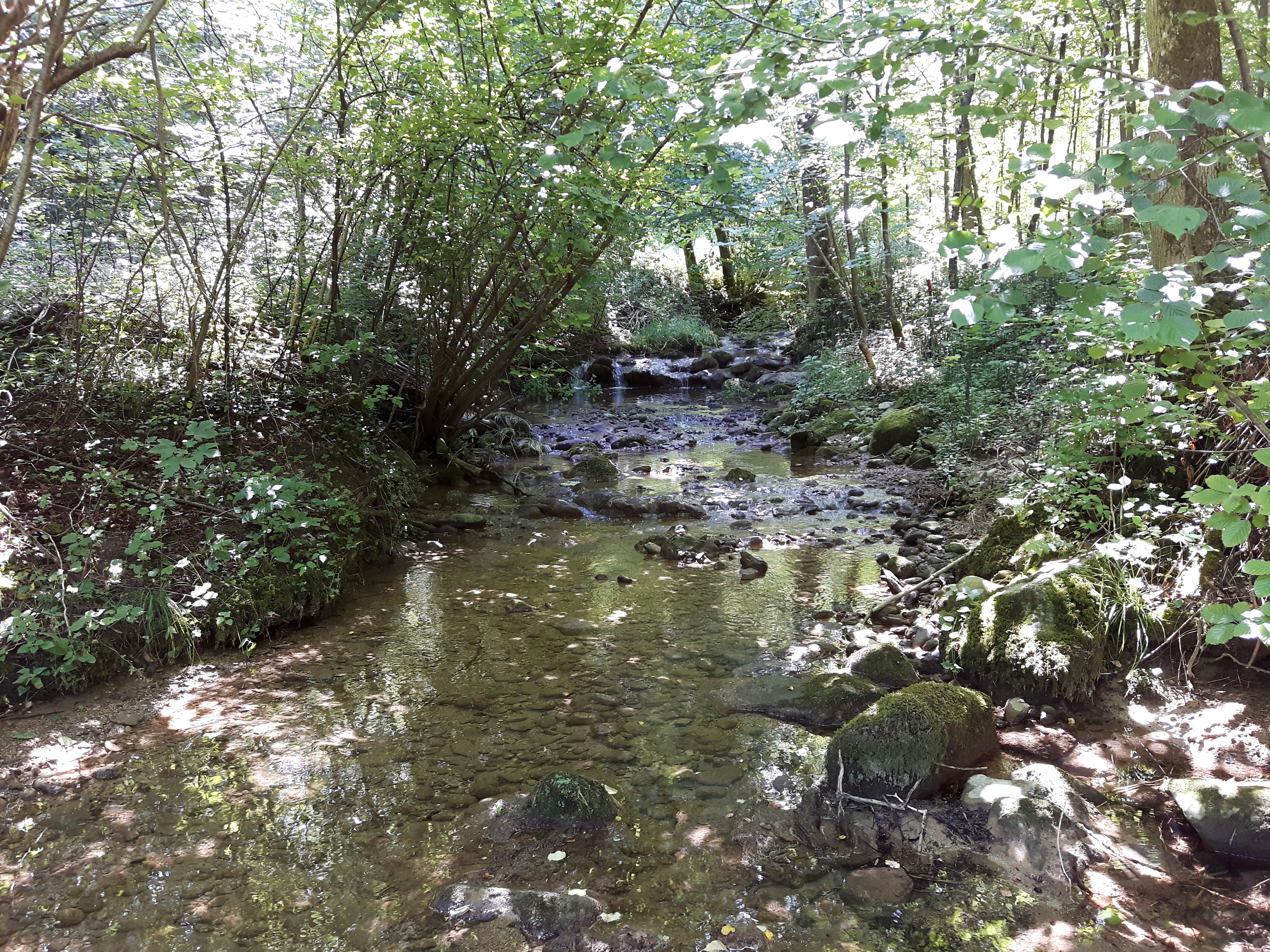
Der Aescherbach

- Filderenbach (links), 1,3 km
- Täntenbach (links), 1,1 km
- Cholholzbächli (links), 0,1 km
- Gättikerbächli (links), 0,2 km

- Aescherbach (links), 3,2 km
  - Sunnebrunne (links), 0,1 km
  - Moosbächli (rechts), 0,2 km
  - Uelisweidbächli (rechts), 1 km
  - Stierenwaldbach (links), 0,8 km
    - Eichholzbach (rechts), 0,5 km

  - Chürzibach (rechts), 1,5 km
  - Mättlibach (links), 0,2 km
  - Rebacherbach (rechts), 0,2 km
  - Sägissenbach (links), 0,2 km
  - Chilstigbächli (links), 0,2 km

Wüeribach-Mündung (461 m ü. M.)

## Hydrologie
Bei der Mündung des Wüeribachs in die Reppisch beträgt seine modellierte mittlere Abflussmenge (MQ) 310 l/s. Sein Abflussregimetyp ist pluvial inférieur, und seine Abflussvariabilität beträgt 25.